# Profundulus punctatus
El escamudo pinto (Profundulus punctatus) es una especie de pez actinopeterigio de agua dulce, de la familia de los profundúlidos.
Peces de tamaño pequeño a medio con una  longitud máxima descrita de 10 cm, se comercializan para acuariofilia pero son difíciles de mantener en acuario.

## Distribución y hábitat
Se distribuye por ríos y aguas estancadas de México y Guatemala. Son peces de agua dulce tropical, de comportamiento bentopelágico y no migrador, que prefieren temperaturas entre 22 °C y 26 °C,